# Ganden Phodrang
O Ganden Phodrang ou Ganden Podrang (em tibetano: དགའ་ལྡན་ཕོ་བྲང; Wylie: dGa' ldan pho brang; chinês: 甘丹頗章, pinyin: Gāndān Pōzhāng) foi o sistema de governo tibetano estabelecido pelo 5º Dalai Lama em 1642, quando o senhor Oirate Güshi Cã, que fundou o Canato de Khoshut, conferiu todo o poder espiritual e político no Tibete a ele em uma cerimônia em Shigatse. Durante a cerimônia, o Dalai Lama "fez uma proclamação declarando que Lhasa seria a capital do Tibete e o governo seria conhecido como Gaden Phodrang", que eventualmente se tornou a sede da autoridade de liderança da escola Gelug. O Dalai Lama escolheu o nome de sua residência monástica no Mosteiro de Drepung para o nome do novo governo tibetano: Ganden (དགའ་ལྡན), o nome tibetano para o céu de Tushita, que, de acordo com a cosmologia budista, é onde o futuro Buda Maitreya reside; e Phodrang (ཕོ་བྲང), um palácio, salão ou habitação. O Forte Vermelho de Lhasa tornou-se novamente o edifício da capital do Tibete, e o Ganden Phodrang operou lá e adjacente ao Palácio de Potala até 1959.
Durante o século XVII, o Dalai Lama estabeleceu a relação de sacerdote e patrono com os imperadores Qing da China, algumas décadas antes da expedição chinesa ao Tibete (1720). Enquanto isso, os Qing tornaram-se cada vez mais ativos no governo do Tibete com o estabelecimento de residentes imperiais (Amban) e guarnições chinesas estacionadas em Lhasa desde o início do século XVIII e aproveitaram as situações de crise no Tibete para intervir nos assuntos tibetanos a cada vez, embora isso também tenha causado alguma insatisfação e revoltas dentro do Tibete, como a revolta de Batang em 1905. Um conselho de governo conhecido como Kashag também operou na administração Ganden Phodrang. Durante a expedição britânica ao Tibete (1904) e a expedição chinesa ao Tibete (1910) antes da Revolução de 1911 que levou à queda da dinastia Qing em 1912, os Ganden Phodrang continuaram a governar o Tibete sob o protetorado Qing. Após a Guerra Civil Chinesa, que levou ao estabelecimento da República Popular da China e à subsequente assinatura do Acordo Sino-Tibetano de Dezessete Pontos em 1951, a anexação do Tibete pela República Popular da China começou, embora o Dalai Lama tenha escapado do Tibete e declarado a revogação do acordo após a revolta tibetana de 1959.

## Nome
"Ganden Phodrang" originalmente se referia aos alojamentos da linhagem do Dalai Lama no Mosteiro de Drepung desde o 2º Dalai Lama. Quando o 5º Dalai Lama chegou ao poder e a expansão do Palácio de Potala começou, o Dalai Lama se mudou dos atuais aposentos de Ganden Phodrang e ficou em Potala no inverno e em Norbulingka no verão. Segundo alguns, o Ganden Phodrang é representado pela Administração Central Tibetana ou pelo governo do Dalai Lama no exílio em Dharamshala, Índia, depois de 1959. No entanto, este é "Ganden Phodrang" em um sentido diferente, o serviço pessoal ou labrang do Dalai Lama. 

## História

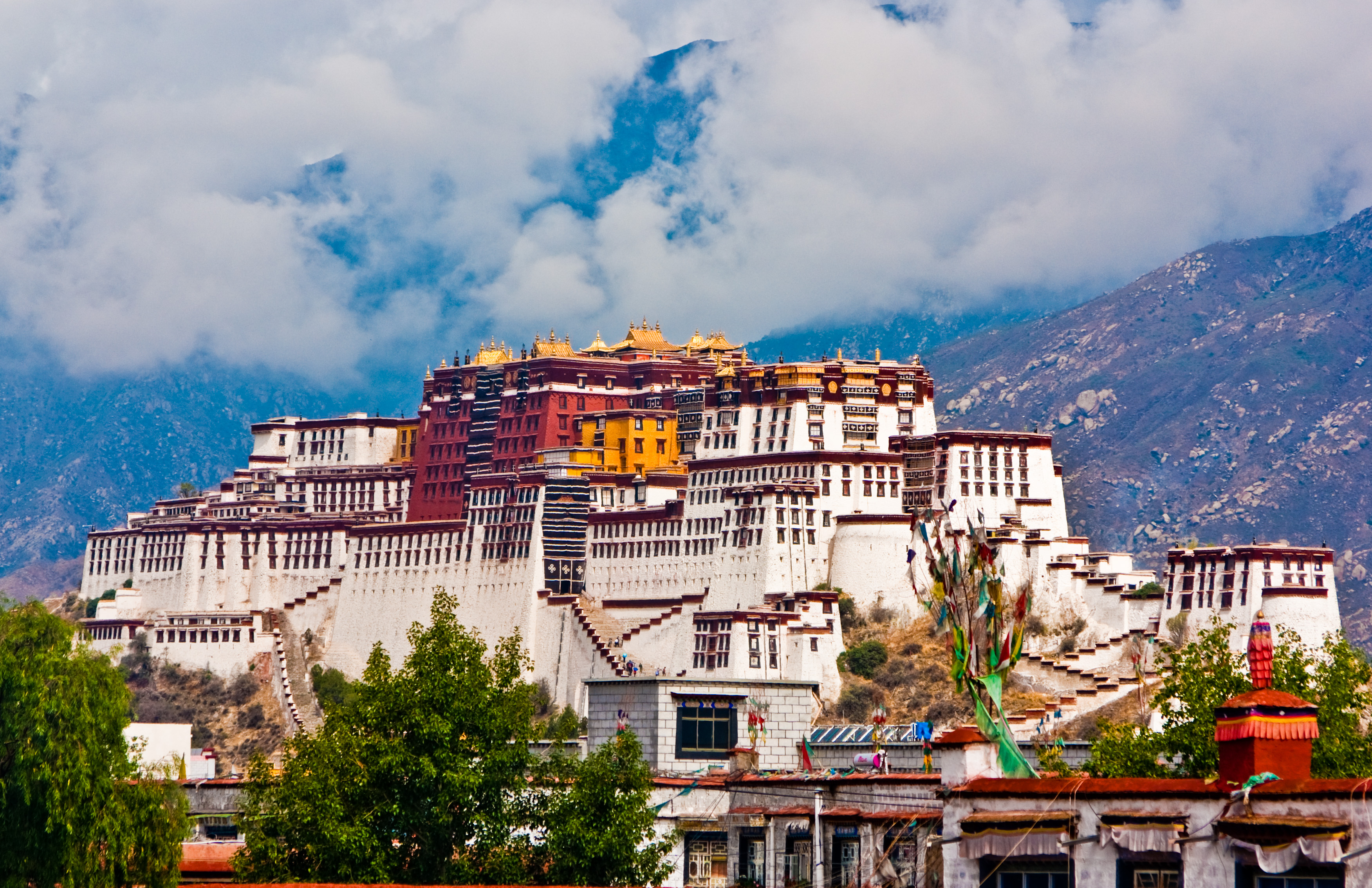
O Palácio de Potala em Lhasa.

### Antecedentes
Altã Cã, dos mongóis de Tümed, escolheu a ordem Gelug do budismo tibetano como sua fé budista. Em 1577, ele convidou o líder desta ordem, Sonam Gyatso, para ir à Mongólia e ensinar seu povo. Ele designou Sonam Gyatso como "Dalai" (uma tradução para o mongol do nome Gyatso, que significa "oceano"). Como resultado, Sonam Gyatso ficou conhecido como Dalai Lama. Como esse título também foi dado postumamente a Gendun Drup e Gendun Gyatso, que foram considerados encarnações anteriores de Sonam Gyatso, Sonam Gyatso foi reconhecido como o 3º Dalai Lama. 

### Protetorado mongol
O 5º Dalai Lama (r. 1642–1682) é conhecido por unificar o coração do Tibete sob o controle da escola Gelug do budismo tibetano, após derrotar as seitas rivais Kagyu e Jonang e o governante secular, o príncipe Tsangpa, em uma prolongada guerra civil. Seus esforços foram bem-sucedidos em parte devido à ajuda de Güshi Cã, o líder dos Oirates que estabeleceu o Canato de Khoshut. Com Güshi Cã como um patrono completamente alheio, que conferiu autoridade suprema ao Dalai Lama para todo o Tibete em uma cerimônia no Mosteiro Tashilhunpo em Shigatse,  o 5º Dalai Lama e seus íntimos estabeleceram uma administração civil que é referida pelos historiadores como o Estado de Lhasa. Todo o poder e autoridade estavam nas mãos do Dalai Lama até a sua morte e Güshi Khan não interferiu na administração nem tentou controlar as suas políticas.  A liderança central deste governo também é chamada de "Ganden Phodrang" ou "Ganden Podrang", derivado do nome da propriedade dos Dalai Lamas no Mosteiro de Drepung.
O 5º Dalai Lama iniciou a construção do Palácio de Potala em Lhasa, no local do Forte Vermelho, e transferiu o centro do governo de Drepung. Permaneceu como a residência principal do Dalai Lama até que o 14º Dalai Lama fugiu para a Índia durante a revolta tibetana de 1959. 
De 1679 a 1684, os Ganden Phodrang lutaram na Guerra Tibete–Ladaque–Mogol contra a dinastia Namgyal do vizinho Ladaque, com o 5º Dalai Lama anulando o conselho de seu primeiro-ministro. :349 O 5º Dalai Lama morreu em 1682 e o subsequente Primeiro-ministro, Desi Sangye Gyatso, :342 concordou com o Tratado de Tingmosgang de 1684 com o Rei Delek Namgyal de Ladakh para pôr fim à guerra. :351–353 :171–172 O texto original do Tratado de Tingmosgang não sobrevive mais, mas seu conteúdo está resumido nas Crônicas de Ladaque. :37
As Guerras Zungares-Qing (1687-1757) entre o Canato da Zungária e a China Qing tiveram um grande impacto no Tibete. Embora o cenário militar da Ásia Interior no final do século XVII tenha sido dominado pelo conflito entre os Dzungars e os Qing, o regime de Ganden Phodrang também se envolveu na guerra devido ao seu papel religioso, que às vezes era hipócrita.  Em 1705, os Qing conspiraram com uma facção Dzungar para sequestrar o 6º Dalai Lama, após o assassinato de seu regente e funcionário do governo. Devido a essas ações, a relação do Tibete com os mongóis perdeu popularidade. 

### Protetorado Qing
Em 1717, o último cã do Canato de Khoshut, Lha-bzang Cã, foi morto pelas forças mongóis do Canato da Zungária que invadiram Lhasa. As forças Dzungar foram então expulsas pelas forças expedicionárias da dinastia Qing do Tibete em 1720, iniciando assim o período de domínio Qing no Tibete. O Tibete era um protetorado dos Qing, mas permanecia uma relação de sacerdote e patrono. A dinastia Qing exerceu controlo militar e administrativo sobre o Tibete, ao mesmo tempo que lhe concedeu um certo grau de autonomia política. 
O Kashag, o conselho governante do Tibete que existiu em Lhasa até a década de 1950, foi criado em 1721 pelos Qing. O conselho deveria governar o Tibete sob a supervisão rigorosa do comandante da guarnição chinesa estacionado em Lhasa, que frequentemente interferia nas decisões do Kashag, especialmente quando havia interesses chineses envolvidos. 
Pouco depois de 1727, o hábil e politicamente astuto líder tibetano Pholhane reorganizou a administração e o exército com o apoio de Qing.  Após a morte de Pholhane em 1747, seu filho Gyurme Namgyal tentou acabar com a cooperação com a China Qing, tentando expulsar as últimas tropas de Lhasa, cujos números variaram ao longo das décadas. Ele foi assassinado por dois embaixadores da China Qing (ambans) em 1750, ambos mortos pelo exército de Gyurme Namgyal durante o motim subsequente em Lhasa.  Após a revolta, o Imperador Qianlong da dinastia Qing enviou um exército ao Tibete e reorganizou o governo tibetano em 1751, incluindo o Kashag, que foi posteriormente estabelecido pelos Qing. 
Em 1788, relações problemáticas com o Nepal levaram a guerras com o Nepal. Os tibetanos solicitaram a intervenção Qing, o que resultou na Guerra Sino-Nepalesa. Após a guerra, o Nepal também concordou em aceitar a suserania do imperador chinês. Qing também emitiu a "Portaria Imperial dos Vinte e Nove Artigos de 1793", que foi elaborada para melhorar o status dos ambans, e ordenou que eles controlassem as inspeções de fronteira e servissem como canais pelos quais o Dalai Lama e seu gabinete deveriam se comunicar com os imperadores Qing. O sistema de Urna Dourada também foi instituído neste grau, embora o sistema nem sempre tenha sido usado (nesses casos, o amban era consultado). 
Em meados do século XIX, a hegemonia chinesa sobre o Tibete tornou-se mais fraca. Em 1841-1842, o exército tibetano derrotou as forças Dogra do Império Sique na Guerra Dogra-Tibetana, levando a um tratado concordando com o status quo ante. Na terceira guerra nepalesa (1855-1856), o Tibete foi derrotado pelo Nepal, mas o Tratado de Thapathali resultante incluiu disposições para ajuda mútua contra agressores.
Os primeiros europeus a chegar ao Tibete foram os missionários portugueses António de Andrade e Manuel Marques em 1624. Eles foram recebidos pelo Rei e pela Rainha de Guge e receberam permissão para construir uma igreja e introduzir a fé cristã. O rei de Guge aceitou avidamente o cristianismo como uma influência religiosa compensatória para diluir a próspera Gelugpa, contrabalançar seus potenciais rivais e consolidar sua posição. Todos os missionários foram expulsos em 1745.   

### Era pós-Qing
Após a queda da dinastia Qing em 1911, que pôs fim ao domínio Qing sobre o Tibete, o 13º Dalai Lama declarou-se governante de um Tibete independente. Foi considerado pela República da China como parte da nova república, o que deu ao Tibete o status de "Área". Com sua proclamação de independência e condução de seus próprios assuntos internos e externos nesta era, o Tibete é considerado um "estado independente de fato" durante este período. 
Isso duraria até a década de 1950, quando o Tibete foi anexado pela República Popular da China. A estrutura do estado de Kashag permaneceu em vigor por alguns anos, mas foi formalmente dissolvida em 1959, após a revolta tibetana de 1959. A Região Autônoma do Tibete foi estabelecida pela China em 1965 a partir de uma parte da área etnocultural tibetana. A Administração Central Tibetana foi estabelecida pelo 14º Dalai Lama e sediada em McLeod Ganj, Índia, desde 1959. 